# 朱国
朱国（1985年6月14日—），出生於辽宁省阜新市，中國跆拳道運動員。

## 生平
朱国在2000年開始接觸跆拳道运动，但直到2005年才正式进入国家队。他在2002年全国首届青年赛奪得73公斤级冠军，此後他每年出席全国跆拳道锦标赛、全国跆拳道冠军赛（2003至2007年）、2007年世界跆拳道锦标赛、2008年亚洲跆拳道锦标赛的78公斤级比赛中，每次最佳成績是前五名，因而被稱為「千年老二」。
2008年8月22日，朱国在2008年夏季奥林匹克运动会的男子跆拳道80公斤級比賽中，朱国擊敗了英國的亚伦·库克，取得中國國家隊在奥运会男子跆拳道獎牌上的零的突破。
2008年12月，朱国取得全国跆拳道锦标赛的78公斤級冠軍。